# Medina mexicana
Medina mexicana là một loài ruồi trong họ Tachinidae.